# 尤赫諾夫
54°45′N 35°14′E / 54.750°N 35.233°E
尤赫諾夫 （俄语：Ю́хнов）是俄罗斯卡卢加州西部的一个城市，位於烏格拉河畔，距离州府卡卢加西北85公里，2002年人口7,692人。
始於15世紀，1777年建市。